# ゴールド・ビーチ
ゴールド・ビーチ(Gold Beach)は、1944年6月6日、連合国のノルマンディ侵攻作戦であるオーバーロード作戦における最初の攻撃であるネプチューン作戦における5つの上陸地点の1つの連合国側のコードネーム。
ゴールド・ビーチ上陸は、D.A.H.グラハム少将指揮下のイギリス第50歩兵師団（ノーサンバランド）とマイルズ・デンプシィ中将指揮下の第8機甲旅団と第2機甲旅団に任された。
海岸は第50歩兵師団の複数の旅団により攻撃された。
西側はイギリス第231歩兵旅団、続いてイギリス第56歩兵旅団（これには、ノッティンガムシャー・ヨーマンよりDD戦車連隊が配備されていた）、ハンプシャー連隊の第1大隊、ドルセット連隊の第1大隊により攻撃された。
東側では、DD戦車が配備されたイギリス第151歩兵旅団、第4・第7王室竜騎兵ガードからグリーンはワード第6大隊に続き、イギリス第69歩兵旅団、が上陸した。
初期の目標は、バイユー(Bayeux)の村とカーンとバイユー間の道路、そして、アロマンシュ＝レ＝バン(Arromanches)の港の確保であった、それに続く第2の目的は、西側のオマハ・ビーチに上陸したアメリカ軍と、東側のジュノー・ビーチに上陸したカナダ軍とのコンタクトをとることであった。ヴィルヘルム・リヒター将軍指揮下のドイツ第716師団とディートリッヒ・クライス将軍指揮下の第352師団の第1大隊はチャネルコーストの防衛を行っていた。
ゴールドビーチの上陸時刻(H-Hour)は07:25で、初期は強力な抵抗が存在した。しかし、イギリス軍がドイツ軍の前線を破ると、損害は急激に減少し、最終的には400人となり、猛烈な抵抗が存在したオマハ・ビーチでの損害より少なかった。
1944年6月6日の深夜、イギリス軍はゴールドビーチに24,970人を上陸させて、フランス内部へ6マイル侵攻した。彼らは第2の目的であるジュノー・ビーチに上陸したカナダ軍と接続すると言う第2の目標の一部を達成したが、第1の目的である、カーン・バイユー間の道路を確保すると言う第1の目標と、第2の目標の残りであるオマハ・ビーチのアメリカ軍と接続は果たせなかった。しかし、彼らは、ヨーロッパ要塞に足場を築いて勝利への礎を構築した。
ノルマンディ侵攻で連合軍が上陸した海岸は、現在当時の作戦のコードネームの名前が付けられている。

## ソース
- イギリスD-Day博物館(British D-Day Museum)
- ブリタニカ百科事典のノルマンディ1944「ゴールドビーチ」へのガイド("Gold Beach" from Encyclopædia Britannica's Guide to Normandy 1944)